# Łuniewo Wielkie
Łuniewo Wielkie is een plaats in het Poolse district  Wysokomazowiecki, woiwodschap Podlachië. De plaats maakt deel uit van de gemeente Klukowo en telt 300 inwoners.